# داوطلبان (فیلم ۱۹۸۵)
داوطلبان (به انگلیسی: Volunteers) فیلمی محصول سال ۱۹۸۵ و به کارگردانی نیکولاس مایر است. در این فیلم بازیگرانی همچون تام هنکس، ریتا ویلسون، تیم تامرسون، جان کندی، جده واتانابه، جرج پلیمپتن، آلن آربس و زاندر برکلی ایفای نقش کرده‌اند.

## چکیده داستان
در سال ۱۹۶۲ لارنس بورن سوم، جوانی خوش مشرب، خوش تیپ و «بچه ننه لوس»، از دانشگاه ییل فارغ‌التحصیل می‌شود. با این حال، او یک بدهی ۲۸ هزار دلاری بالا آورده که پدرش لارنس بورن جونیور از پرداختش خودداری می‌کند. مرد جوان تصمیم می‌گیرد به همراه سپاه صلح و هم اتاقیش در دانشگاه، کنت ساتکلیف به تایلند برود. آنها به یک مأموریت بشردوستانه رهسپار می‌شوند. در هواپیما، لارنس با تام تاتل، فارغ‌التحصیل دانشگاه ایالتی واشینگتن و بث واکسلر دلربا آشنا می‌شوند. در تایلند لارنس از سوی جان رینولدز مأموریت پیدا می‌کند تا پلی برای روستاییان بسازد. اما گفت وگو و مذاکره با ساکنان محل پیچیده‌است.